# Ndete Napu
Ndete Napu (Indonesisch: Gunung Ndete Napu) is een fumarole op het Indonesische eiland Flores in de provincie Oost-Nusa Tenggara.